# Florence Ekpo-Umoh
Florence Ekpo-Umoh (née le 27 décembre 1977) est une athlète germano-nigériane, spécialiste du 400 mètres. 

## Carrière
En 2003, Florence Ekpo-Umoh est contrôlée positive aux stéroïdes et est suspendue deux ans.

## Palmarès

### Championnats du monde d'athlétisme
- Championnats du monde d'athlétisme 2001 à Edmonton,  Canada
  -  Médaille d'argent du relais 4 × 400 m

### Championnats du monde d'athlétisme en salle
- Championnats du monde d'athlétisme en salle 2001 à Lisbonne,  Portugal
  -  Médaille de bronze du relais 4 × 400 m

### Championnats d'Europe d'athlétisme
- Championnats d'Europe d'athlétisme 2002 à Munich,  Allemagne
  -  Médaille d'or du relais 4 × 400 m

### Championnats d'Afrique juniors d'athlétisme
- Championnats d'Afrique juniors d'athlétisme 1994 à Alger,  Algérie
  -  Médaille d'or du relais 4 × 100 m
  -  Médaille d'argent sur 400 m
  -  Médaille d'argent du relais 4 × 400 m
- Championnats d'Afrique juniors d'athlétisme 1995 à Bouaké,  Côte d'Ivoire
  -  Médaille d'or sur 400 m